# Spirembolus maderus
Spirembolus maderus är en spindelart som beskrevs av Chamberlin 1948. Spirembolus maderus ingår i släktet Spirembolus och familjen täckvävarspindlar. Inga underarter finns listade i Catalogue of Life.